# Mandevilla illustris
Mandevilla illustris är en oleanderväxtart som först beskrevs av Vell., och fick sitt nu gällande namn av R. E. Woodson. Mandevilla illustris ingår i släktet Mandevilla och familjen oleanderväxter. Utöver nominatformen finns också underarten M. i. glabra.